# Nerine pancratioides
Nerine pancratioides är en amaryllisväxtart som beskrevs av John Gilbert Baker. Nerine pancratioides ingår i släktet Nerine och familjen amaryllisväxter. Inga underarter finns listade i Catalogue of Life.